# Lines, Vines and Trying Times
Lines, Vines and Trying Times (Linhas , Vinhas e Tempos Difíceis, em português) é o quarto álbum de estúdio da banda Jonas Brothers e terceiro lançado pela Hollywood Records. Foi lançado em 16 de junho de 2009. Chegou ao topo da Billboard 200, vendendo 247.000 cópias nos Estados Unidos na primeira semana de lançamento. Também alcançou a posição #1 na Espanha, Canadá e México.

## Informações do álbum
Em uma entrevista para a Rolling Stone, Nick Jonas falou sobre o título do álbum, Lines, Vines and Trying Times. Ele disse que "O título é um pouco de poesia que nos surgiu no set do programa de TV," e sobre o significado ele falou, "Linhas são coisas que as pessoas te transmitem, sejam boas ou ruins. Vinhas são coisas que te atrapalham e tempos difíceis, bem, obviamente somos jovens, mas estamos conscientes do que está acontecendo no mundo e tentando trazer alguma luz a ele".
Em outra entrevista, Nick Jonas explicou que o álbum é "nosso diário em canções", principalmente sobre "todas as coisas que já passaram, experiências pessoais das quais tiramos inspiração," e acrescentou, "temos trabalhado tentando usar metáforas". Kevin Jonas adicionou que "a mensagem geral é a mesma do antigo Jonas Brothers, no sentimento," e que eles estão acrescentando "diferentes instrumentos musicais que vão adicionar ao som que já temos".

## Singles
"Paranoid"
A Hollywood Records confirmou em 29 de abril de 2009 que a faixa "Paranoid" seria o primeiro single oficial do álbum. Em 7 de maio de 2009, a canção estreou na Rádio Disney. Foi lançado como single oficial nas rádios em 18 de maio de 2009 e ficou disponível para download digital em 12 de maio. O videoclipe foi digirido pelos The Malloys e estreou no Disney Channel em 23 de maio de 2009, no MySpace dos Jonas Brothers e em seu canal no YouTube. Sua melhor posição na Billboard Hot 100 foi #37.
"Fly With Me"
"Fly With Me" foi usada primeiramente durante os créditos finais do filme Night at the Museum: Battle of the Smithsonian. Foi anunciado em 5 de junho de 2009 que um videoclipe para a canção estrearia no Disney Channel em 7 de junho de 2009, com seu lançamento como single ocorrendo em 9 de junho de 2009.
"Keep It Real"
"Keep It Real" foi confirmada como single através do Twitter oficial da banda. A canção é usada durante a série JONAS e aparece como faixa bônus de Lines, Vines and Trying Times. O videoclipe estreou no Disney Channel em 9 de setembro de 2009.

## Faixas
| N.º | Título                                         | Compositor(es)                             | Duração |  |
| 1.  | "World War III"                                | Nick Jonas                                 | 3:11    |  |
| 2.  | "Paranoid"                                     | Jonas Brothers, Cathy Dennis, John Fields  | 3:38    |  |
| 3.  | "Fly with Me"                                  | Jonas Brothers, Greg Garbowsky             | 3:54    |  |
| 4.  | "Poison Ivy"                                   | Jonas Brothers, Greg Garbowsky             | 4:06    |  |
| 5.  | "Hey Baby" (com Johnny Lang na guitarra)       | Jonas Brothers                             | 3:17    |  |
| 6.  | "Before the Storm" (feat. Miley Cyrus)         | Nick Jonas, Miley Cyrus                    | 4:26    |  |
| 7.  | "What Did I Do to Your Heart"                  | Jonas Brothers                             | 3:17    |  |
| 8.  | "Much Better"                                  | Jonas Brothers                             | 4:34    |  |
| 9.  | "Black Keys"                                   | Nick Jonas                                 | 3:48    |  |
| 10. | "Don't Charge Me for the Crime" (feat. Common) | Jonas Brothers, Ryan Liestman, Lonnie Lynn | 3:57    |  |
| 11. | "Turn Right"                                   | Jonas Brothers                             | 2:48    |  |
| 12. | "Don't Speak"                                  | Jonas Brothers, John Fields                | 3:49    |  |

| Faixas bônus |                                      |         |  |
| N.º          | Título                               | Duração |  |
| 13.          | "Keep It Real"                       | 2:51    |  |
| 14.          | "Infatuation" (faixa bônus japonesa) | 3:30    |  |

## Paradas musicais
| País (2009)    | Melhor posição | Vendas   | Certificação |
| -------------- | -------------- | -------- | ------------ |
| Austrália      | 5              | -        | -            |
| Argentina      | 3              | 20.000+  | Ouro         |
| Áustria        | 33             | -        | -            |
| Bélgica        | 16             | -        | -            |
| Brasil         | 1              | 30.000+  | Ouro         |
| Canadá         | 1              | 80.000+  | Platina      |
| Dinamarca      | 28             | -        | -            |
| Estados Unidos | 1              | 400.000+ | -            |
| Espanha        | 1              | 40.000+  | -            |
| Finlândia      | 15             | -        | -            |
| França         | 17             | -        | -            |
| Irlanda        | 6              | -        | -            |
| Itália         | 6              | -        | Ouro         |
| México         | 1              | 40.000   | Ouro         |
| Nova Zelândia  | 8              | -        | -            |
| Noruega        | 25             | -        | -            |
| Países Baixos  | 21             | -        | -            |
| Portugal       | 3              | -        | -            |
| Reino Unido    | 9              | -        | -            |
| Suécia         | 14             | -        | -            |
| Suíça          | 46             | -        | -            |

## Datas de lançamento
| Região                          | Data                |
| ------------------------------- | ------------------- |
| Europa                          | 15 de junho de 2009 |
| Estados Unidos, Canadá e Brasil | 16 de junho de 2009 |
| Ásia, América Latina            | 17 de junho de 2009 |
| Oceania                         | 19 de junho de 2009 |
| Japão                           | 5 de agosto de 2009 |